# Roždanik
Roždanik je naselje u Republici Hrvatskoj u Sisačko-moslavačkoj županiji, u sastavu grada Novske.

## Zemljopis
Roždanik se nalazi istočno od Novske na cesti prema Okučanima, susjedna naselja su Rajić na istoku te Jazavica na zapadu.

## Stanovništvo
Prema popisu stanovništva iz 2011. godine Roždanik je imao 262 stanovnika.
| broj stanovnika | 223   | 210   | 246   | 321   | 391   | 419   | 413   | 408   | 406   | 404   | 422   | 385   | 371   | 330   | 291   | 262   | 229   |
|                 | 1857. | 1869. | 1880. | 1890. | 1900. | 1910. | 1921. | 1931. | 1948. | 1953. | 1961. | 1971. | 1981. | 1991. | 2001. | 2011. | 2021. |